# Ababi
Ababi is een bestuurslaag in het regentschap Karangasem van de provincie Bali, Indonesië. Ababi telt 7254 inwoners (volkstelling 2010).